# Sielsowiet Brzostowica
Sielsowiet Brzostowica (biał. Бераставіцкі сельсавет, ros. Берестовицкий сельсовет) – sielsowiet na Białorusi, w obwodzie grodzieńskim, w rejonie brzostowickim, z siedzibą w Brzostowicy Wielkiej (która nie wchodzi w skład sielsowietu).

## Historia
Sielsowiet Brzostowica powstał 19 stycznia 1996.

## Miejscowości
- agromiasteczka:
  - Parchimowce
  - Stary Dworzec
- wsie:
  - Biały Dworek
  - Biergiele
  - Brzostowiczany
  - Chmielisko
  - Daniłki
  - Dołbianki
  - Ejminowce
  - Iwaszkowce
  - Kaleniki
  - Karpowce
  - Kaszyńce
  - Kończany
  - Kowale
  - Leonowicze
  - Leśniewicze
  - Ludwinów
  - Piotrowce
  - Pluskałowce
  - Sieńki
  - Starzyńce
  - Szelepki
  - Worony
  - Zajkowszczyzna
  - Żebry
  - Żukiewicze
- chutor:
  - Pelażyn